# Anadia vittata
Espèce
Statut de conservation UICN

 LC  : Préoccupation mineure
Synonymes
- Anadia angusticeps Parker, 1926

Anadia vittata est une espèce de sauriens de la famille des Gymnophthalmidae.

## Répartition et habitat
Cette espèce se rencontre au Panama et en Colombie. Elle vit dans la forêt tropicale humide de basse altitude.

## Publication originale
- Boulenger, 1913 : On a collection of batrachians and reptiles made by Dr. H. G. F. Spurell, F. Z. S. in the Choco, Colombia. Proceedings of the Zoological Society of London, vol. 1913, p. 1019-1038 (texte intégral).